# アルスラーン戦記
『アルスラーン戦記』（アルスラーンせんき）は、田中芳樹による日本の大河ファンタジー小説。中世の中東に似た異世界を舞台にしたファンタジー小説。戦乱の中での王太子アルスラーンと仲間達の活躍を描く。1986年8月から2017年12月まで全16巻が刊行された。

## 構成
物語はルシタニア王国に征服されたパルス王国をパルスの王太子であるアルスラーンたちが奪還するまでを描いた第一部（第1 - 7巻）と、ミスルやチュルクといった隣国やかつてパルスを震撼させた蛇王ザッハークとその眷属たちとの戦いを描いた第二部（第8 - 16巻）で構成され、全16巻（第1部7巻、第2部9巻）となっている。1986年8月に第1巻が発売されて以降、30年以上にわたって執筆された本作は、2017年12月発売の第16巻をもって完結を迎えた。
第1 - 10巻は角川書店の角川文庫より発売されていたが、現在は品切れ・重版未定（事実上の絶版）となっており、その分は光文社のカッパ・ノベルスから2巻1冊の新装版として刊行されている。第11巻以降はカッパ・ノベルスから1巻1冊で刊行された。また、光文社文庫からも2012年4月から2020年8月までに全16巻が刊行された。

## あらすじ
下記に、小説の巻ごとにあらすじを記載する。
括弧内は、小説の巻数、「荒川版」は荒川弘の漫画版において該当するパートの単行本巻数とする。

### 第一部
侵略により王都を奪われたパルス王国の王太子アルスラーンが、多くの忠臣を得て為政者として成長しながら王都を奪還し即位するまでを描く。
王都炎上（1巻、荒川版1-3巻）
大陸公路の中心で栄華を極めた国家、パルス王国。心優しき王太子アルスラーンは、武勇に優れた父・国王アンドラゴラス三世からは疎まれ、美貌の母・王妃タハミーネからは無関心に扱われつつも、臣下たちからは親交を持ち得ていた。
14歳になったアルスラーンは、侵攻してきたルシタニアとの戦争で初陣に臨む。しかし無敗を誇っていたパルス軍は、不可解な霧の発生やパルス万騎長カーラーンの裏切りに遭って総崩れし、多くの万騎長が戦死（第一次アトロパテネ会戦）。九死に一生を得たアルスラーンは最強の武将ダリューンと共に落ち延び、政戦両略に長ける知略家ナルサスとその侍童エラムを仲間に加える。
一方で、無敗のパルス軍を破り勢いに乗るルシタニア軍により、パルス王都エクバターナも陥落。無能なルシタニア王イノケンティス七世がパルス王妃タハミーネを見染め、自らの妃にしようとする。そんな中、カーラーンは軍を率いてアルスラーン討伐に乗り出す。だがアルスラーンたちは、ナルサスの計略に加えてミスラ神殿の女神官ファランギースと流浪の楽士ギーヴの加勢もあり、たった6人で1,000の軍勢を崩壊させカーラーンを討ち取ることに成功する。
そのころ、ルシタニア軍の捕虜となり果てのない拷問を受ける国王アンドラゴラス三世の前に、ルシタニア軍に協力していた銀仮面の男が姿を現す。カーラーンの主である銀仮面の男は、自身こそがアンドラゴラス王により暗殺された先王オスロエス五世の嫡子ヒルメスであり、パルス王国の正統継承者であると叫ぶのだった。
王子二人（2巻、荒川版4-6巻）
パルス国に存在する「奴隷制度の是非」に悩むアルスラーンは、執拗なルシタニア軍からの追撃から逃れ、カシャーン城塞に到着する。奴隷制度の存続を望む城主ホディールの反逆に遭った一行は、ホディールを討ち倒して奴隷を解放するものの、奴隷達からは「主人殺し」と責め立てられ、奴隷制度をなくすことの難しさに困惑するのであった。
その後、ルシタニア軍の追撃により包囲されたアルスラーン一行は、仲間と散りぢりになりながらペシャワール城を目指すことになる。エラムとギーヴと同行することになったアルスラーンは、元奴隷の子であるエラムを友として接して親交を重ねる。銀仮面ことヒルメスに、父親と仲間たちを皆殺しにされたゾット族の娘アルフリードは、命を救われたナルサスに惚れて同行することになる。蛇王ザッハーク一党で、地行術を操るアルザングに襲われたナルサスは、ヤシ油を撒いて火をつけることで撃退する。
無事に仲間たちと合流したアルスラーン一行は、二人の万騎長キシュワードとバフマンが守護するペシャワール城塞に到着する。城塞に潜入した銀仮面は、仇の息子であるアルスラーンに剣を向けるが、そこにダリューンらが駆けつけて事なきを得る。そして、ヒルメスを庇ったバフマンが「その方を殺せばパルス王家の正当な血は絶えてしまう」と叫び、動揺のためにダリューンらの剣のさえが鈍った隙をついてヒルメスは包囲網を脱出する。
落日悲歌（3巻、荒川版7-8巻）
ルシタニア軍の追撃を退け、パルス東部国境のペシャワール城塞へ無事辿り着いたアルスラーン一行。しかし同じころ、パルス南東に位置するシンドゥラ国の第二王子ラジェンドラが、パルス国の混乱に乗じてペシャワール城塞を攻略すべく、自ら兵を率いて攻めてきた。ナルサスの知略で、兵力差を物ともせずラジェンドラ軍を打ち破ったアルスラーンたちは、ラジェンドラ王子と同盟を結ぶ。ラジェンドラ王子は異母兄である第一王子ガーデーヴィと次期国王の座を争っており、パルス軍がラジェンドラ王子の即位に協力する代わり、アルスラーンのルシタニア軍掃討にラジェンドラ王子の協力を約束させたのだ。
そして遂にラジェンドラ軍とガーデーヴィ軍が激突する（シンドゥラ王位継承戦役）。ガーデーヴィ軍の擁する無敵の戦象部隊にラジェンドラ軍は壊滅寸前まで陥るが、ナルサスの知略とダリューンの武勇を備えたパルスの援軍により勝利を収める。そんな折、昏睡状態であった瀕死のシンドゥラ国王カリカーラ二世が目覚め、シンドゥラ独自の宗教儀式「神前決闘」で次期国王を決することになる。ダリューンはラジェンドラ王子の代理人として、ガーデーヴィ王子の代理人と決闘し勝利するが、ガーデーヴィ王子は敗北を認めず反乱を起こして敗死、ラジェンドラ王子が新国王に即位する。一方、ガーデーヴィの反乱によって深手を負ったバフマンはアルスラーンに良き国王になるよう言い残して息を引き取る。
こうしてアルスラーン率いるパルス軍は役割を終えシンドゥラを後にするが、パルス軍を脅威と考えたラジェンドラ二世は、援軍を利用しパルス軍を騙し討とうとする。しかしその策謀はナルサスに見抜かれており、パルス軍は再びラジェンドラ軍を打ち破る。アルスラーンはラジェンドラ二世と不可侵条約を結び、後顧の憂いを絶って王都奪還への道筋を固めていく。
汗血公路（4巻、荒川版9-12巻）
王都エクバターナを占領するルシタニア軍内部では、王弟ギスカールを中心とする貴族勢力と国教イアルダボート教の大司祭ボダン率いる宗教騎士団の覇権争いで内部分裂を起こしていた。ボダン率いる宗教騎士団はエクバターナを追放され、ルシタニア軍が侵攻し滅ぼした隣国マルヤムへと撤退する。
ペシャワール城塞へ戻ったアルスラーンは、パルス諸侯へ向けて王都エクバターナ奪還に向けた檄文を公表。それを受け、パルス各地から諸侯が軍を率いペシャワール城塞へと集い、王都エクバターナへの行軍を開始する。
アルスラーン率いる軍が連戦連勝で民心を得ていることに焦りを覚えたヒルメスは、ギスカールに正体を明かし協力を仰ぐ。公的には死んだはずの“先王の遺児ヒルメス”を名乗る銀仮面卿に不信感を覚えたギスカールは、いまだ虜囚の身にあるパルス国王アンドラゴラス三世に直接ヒルメスのことを問いただすが、アンドラゴラス王はこの好機を逃さず、ギスカールを人質にとり脱獄に成功する。
征馬孤影（5巻、荒川版12-15巻）
ヒルメスはアルスラーン以上の民心を得るべく、以前から協力関係にあった“尊師”と呼ばれる魔道士に相談し、宝剣ルクナバードの入手を示唆される。パルス軍を離れていたギーヴは、ヒルメス一行とかち合い宝剣の奪い合いになるが、宝剣は両者の手の届かないところへと失われる。
脱獄したアンドラゴラス王はルシタニア王弟ギスカールを人質にし、ギスカールの解放と引き換えに物資と身の安全を確保し、タハミーネ妃を伴い王都を脱出する。
パルスの北東に位置する遊牧民族の国トゥラーンが、ペシャワール城塞へと遠征してきたため、アルスラーン軍は王都への行軍を中止してペシャワール城塞へ舞い戻ることとなる。帰還したギーヴの活躍やナルサスの知略によってトゥラーン軍を打ち破ることに成功する。トゥラーン軍の侵攻を退けた後、王都への行軍再開の準備をしていたところへ王都を脱出したアンドラゴラス王とタハミーネ妃が到着する。王が復帰したことでパルス軍の指揮権を失ったアルスラーンは、さらにアンドラゴラス王の命令で追加の兵力を5万集めることを命じられ、事実上パルス軍を追放される。
風塵乱舞（6巻、荒川版15-18巻）
アルスラーンはアンドラゴラス王の勅命に従い、パルス南部海岸地帯の港町ギランへ向かう。王臣ながら王から離反したダリューンとナルサス、もとより王に仕えるつもりのないエラム、アルフリード、ファランギース、ギーヴ、ジャスワントの7名が合流する。ギランの商人たちを襲う海賊を討伐したことで、ギランと南方海岸地帯全域におよぶ財力と影響力を持つ富商たちを味方につけ、アンドラゴラスをしのぐほどの勢力を手に入れる。
アンドラゴラス率いるパルス軍とギスカール率いるルシタニア軍は王都の東方で正面から激突、パルス軍が勝利する。王都の西方ではギスカールと決裂したヒルメス王子率いる軍が突入の機会をうかがい、ギランでしばし平穏な時を過ごしたアルスラーンもまたギランを発ち王都へ向けて進撃を開始する。
王都奪還（7巻）
敗れてなお20万の大軍を擁するルシタニア軍だが、アルスラーン軍に兵糧を焼かれ、督戦隊の指揮官を射殺されて敗走する。アトロパテネに落ちのびたルシタニア軍10万は、アルスラーンの軍2万5千の巧みな用兵と策略により壊滅し、ギスカールはマルヤムに逃れる（第二次アトロパテネ会戦）。
ヒルメスが秘密の地下水道に部下を潜行させて門を開けさせエクバターナに入城すると、市民が蜂起し城内のルシタニア兵や、それに協力したパルス人を次々と襲撃する。ヒルメスは、正統な国王だと民衆に宣言して全ての門を固く閉ざす。アンドラゴラスが話し合いに現れ、ヒルメスは弟で、父ゴダルゼス二世と兄妻の子であること。ゴダルゼスはオスロエスとアンドラゴラスの兄弟が殺したこと。兄オスロエスは病死であること。ヒルメスを殺すようオスロエスに頼まれたことを次々とヒルメスに明かす。アルスラーンは何者なのかアンドラゴラスに問いかけるも欲が深いと斬撃で返されるが、唐突に何もない空間から尊師が現れアルスラーンは名もない中流の騎士の子と打ち明ける。自分の出自を聞くためアンドラゴラスの陣内を訪れたアルスラーンの前にタハミーネが現れ、アルスラーンは名もない中流の騎士の子であり、アンドラゴラスとタハミーネの子ではないと教えられる。タハミーネは出産後、二度と出産できなくなり、その子が女児であったためパルスの掟で王位を継げないからであった。アルスラーンは、真実を知ってなお、自分を信じて死んでいった兵士や、信じる仲間たちのため国王になることを決意する。アルスラーンがデマヴァント山に赴いて宝剣ルクナバードに宿る英雄王カイ・ホスローの霊に助力を呼びかけると、アルスラーンの手にルクナバードが収まる。
ヒルメスはアンドラゴラスから聞いた出生の秘密を隠し、オスロエスの子として戴冠式を挙げる中、地下水道から侵入したアルスラーンが乱入しヒルメスと対峙、わずか二、三合でヒルメスの剣をルクナバードで叩き落す。同じころ、一向に食料や水の不足が解決されない状況に嫌気がさしたエクバターナの市民が門を開放し、アルスラーンの軍や、アンドラゴラスの軍が突入しだす。人血で汚れた鎧を纏ったアンドラゴラスが現れ、ルクナバードに負けたのだと戦慄くヒルメスを見苦しいと嘲笑する。アンドラゴラスがルクナバードを要求し、アルスラーンに拒否されて激高する。誰からも忘れ去られたイノケンティスがアンドラゴラスの背後に回って押さえつけるとアンドラゴラスの肘打ちで鼻骨や前歯が折れるのも構わず共に塔の窓から飛び落ち相死ぬ。ヒルメスは放心し、ヒルメスに従う万騎長サームは武器の放棄を兵士に命じてパルス人同士の流血が回避される。
パルス全軍がアルスラーンの下に集結する中、ルクナバードを狙う暗灰色の蛇に生命力を吸い取られたサームは、良い国王になることをアルスラーンに願って息を引き取る。暗灰色の蛇に化けた尊師もルクナバードを手にしたアルスラーンによって滅ぼされる。王位に未練がありながら休息を欲したヒルメスは、付き従おうとするカーラーンの遺児ザンデを止めて、共に愛し合うマルヤムのイリーナ王女と共にエグバターナからひっそりと立ち去る。

### 第二部
仮面兵団（8巻）
旌旗流転（9巻）
妖雲群行（10巻）
魔軍襲来（11巻）
暗黒神殿（12巻）
蛇王再臨（13巻）
天鳴地動（14巻）
戦旗不倒（15巻）
天涯無限（16巻）

## 登場人物
声優表記は「カセットブック版 / 劇場アニメ・OVA版 / テレビアニメ版」。
アルスラーン
声 - 関俊彦 / 山口勝平 / 小林裕介
本作の主人公。作品開始時点で14歳、第2部開始時点で18歳となっている。パルスの国王（シャーオ）アンドラゴラス三世の子で、パルス国の若き王太子、後に第19代国王となる。
ダリューン
声 - 鈴置洋孝（1-5） → 田中秀幸（6-7） / 井上和彦 / 細谷佳正
パルス国の武将で万騎長（マルズバーン・1万の騎兵を指揮する将）の1人。初登場時27歳。大将軍（エーラーン）ヴァフリーズの甥で、12人の万騎長の中では最も若年。
ナルサス
声 - 大塚芳忠 / 塩沢兼人 / 浪川大輔
パルス国のダルバンド内海沿岸に広がるダイラム地方の旧領主。初登場時26歳。アルスラーン軍の軍師にしてアルスラーンの政治・軍事の師匠。
エラム
声 - 佐々木望 / 同左 / 花江夏樹
ナルサスの侍童（レータク）。初登場時13歳。アルスラーンより1歳下で十六翼将中最年少。
ギーヴ
声 - 矢尾一樹 / 同左 / KENN
流浪の楽士を自称する美青年。頭髪は赤紫色。アルスラーンの異称である「解放王」の名を最初に称したのは、ギーヴだとされている。
ファランギース
声 - 勝生真沙子 / 同左 / 坂本真綾
ミスラ神を信仰する女神官（カーヒーナ）。22歳。文武両道に優れる才女の上、黒絹の髪・緑玉の瞳・白珠の肌・糸杉の身体を持ち、「銀色の月のような」と称される、「自他共に認める」絶世の美女。

## 主な国家
パルス
物語の主な舞台である王国。人口は約二千万人。大陸公路（現実世界のシルクロードにあたる）の中心に位置する国家。王都エクバターナは陸上交通の要衝で、その首都人口は公称100万という。東西を結ぶ大陸公路や南方の港町ギランに代表される港湾都市からの物資が集まり繁栄を謳歌している。現在の王朝は英雄王カイ・ホスロー以来300年余の歴史を誇り、第1部開始時点で第18代国王アンドラゴラス三世の統治下にある。大陸公路の要衝かつ豊かな国であることから諸外国より侵略を受けることが多いが、それを跳ね除けてきた強兵の国でもある。物語開始前にアンドラゴラス三世によって隣接するバダフシャーン公国を併合しさらに強国となっている。
多神教が広く信仰されている。パルス語は大陸公路での公用語としての役割も果たしており、他国の人間ともこれを用いることで、ほとんどの場合、意思の疎通は可能である。そのため、パルス人は外国語を覚えようとしないという弊害もある。パルスのモデルは中世ペルシア。
ルシタニア
パルスの北西に位置する王国。貧しい国で、一神教イアルダボート教を国教とし信仰に篤いが、強硬派の西方教会が主流であり、イアルダボート教以外の宗教を一切認めようとしない。豊かな土地を求めて遠征を行った。物語開始前に同じイアルダボート教を信じる国ながら教義の異なるマルヤム（穏健な東方教会派）を攻め落としており、その後パルスに侵攻したことで物語が始まる。パルス遠征は十字軍がモチーフとなっている。
第2部では、遠征の失敗によって主だった指導者を失い荒廃し無政府状態になっている。ルシタニアの侵略は十字軍のイメージ。
シンドゥラ
パルスの南東に位置する王国で、カーヴェリー河がパルスとの国境となっている。北方でチュルク、東方ではモン族やシャン族と対峙している。王都はウライユール。夏の暑熱は厳しいが冬は過ごしやすい。虎や象が生息し、戦象部隊は周辺諸国からも脅威とされている。建国王はクロートゥンガ。歴史的に隣国パルスとは仲が悪く、建国後250年ほどしか経過していないにも関わらずパルスの暦年より1年多く暦を数えているほどである（第1部開始時点でパルス暦320年、シンドゥラ暦321年）。
ターバンを着用する者が多く見られる。
マルヤム
パルスの北西に位置する王国。古い伝統を持つ国であり、ルシタニアと同じイアルダボート教だが、穏健派の東方教会派が多数派を占める。王都はイラクリオン。
穏健な政治でパルスとも交易しており、同じイアルダボード教の国であるが、強硬派の西方教会に属するルシタニアによって滅ぼされる。その後パルスを追われた大司教ボダンが一旦は政権を握るが、同じくパルスを追われたギスカールと覇権をめぐって争う。ギスカールが勝利し新王朝であるケファルニス朝をひらく。ルシタニアよりはマシであるらしいが、大して豊かな国ではない。
モデルは東ローマ帝国。
ミスル
パルスの西方に位置する王国。王都はアクミーム。国土の大半が砂漠で夏は猛暑となる。ディジレ河の沿岸は肥沃な穀倉地帯であり、灌漑のための水車が並ぶ。砂漠での戦いで勇名を馳せる駱駝部隊と戦車隊を持つ。南で国境を接するナバタイとの交易もおこなわれている。
先年パルスに大軍をもって侵攻したが、エクバターナの城壁に拠って撃退されたらしい（ヴァフリーズの言より）。
チュルク(Turk)
パルスの東方に位置する王国。人口八百万 - 一千万人。北にトゥラーン、南にシンドゥラと国境を接する内陸の山岳国家だが土地の肥えた河谷や盆地があり岩塩や砂金が採れる。元々チュルク人はトゥラーン人と同じ民族であったと言われている。王都ヘラートは難攻不落の城塞都市として知られる。鳥葬の風習がある。
モデルは中央アジア山岳地帯の諸国家。
トゥラーン(Turan)
パルスの北東に位置する遊牧騎馬民族の王国。西にパルス、南にチュルクと国境を接する。王都はサマンガーン。ただし固定した建造物はなく、王宮は巨大な天幕である。
パルスを上回る騎馬民族の国で、会議すらも馬上で行う。他国からは「草原の覇者」とも言われ、野戦ではパルス軍に匹敵するが、その分攻城戦は不得手。トゥラーン人は遊牧民のため、定住はせず天幕をもって草原を移動する。主要産業は他国からの略奪であり、自ら通貨を発行することはなく、他国の貨幣をそのまま使用する。太陽神（ダヤン）を信仰している。
絹の国（セリカ）
パルスよりはるか東方にある文明国、大陸公路の東端に位置する大帝国。絹の国の皇統は約千年続く。帝都は西都永安府（シーツィーイーアンフ）でその首都人口は200万。北と西の国境線には、外敵である遊牧民族の侵入を防ぐため、「長城」と呼ばれる長大な石の防壁が築かれている。国土を二つの大河である、雷河（ライホー）と龍江（ロンチャン）が流れる。ダリューンが以前に使節団の護衛隊長として赴いたことがある。
ナバタイ
ミスルの南方に位置する黒人の国。政権が安定せず第2部の時点で東西の王国に分かれている。幾度かミスルへ侵攻したことがある。鉄鎖術はこの国出身の黒人奴隷（ザンジ）たちが、鎖につながれた身で残虐な主人に抵抗するために修得したと言われる。
バダフシャーン
かつて存在した公国で、パルスによって併合された。現在は元首府ヘルマンドス(Helmands)にパルスの総督府が置かれている。国土の大半を砂漠が占める乾燥地帯で、点在するオアシスに多くの住民が居住する。ヘルマンドスはバダフシャーン地方最大のオアシスである「プラタナスの園」（バーゲ・チナール）の中心にある巨大な湖のほとりに作られた都市で、四方を城壁に囲まれている。主要産物は銀や紅玉（ラアル）などの鉱産物。
ファルハール
パルスより東方にある公国。大陸公路に点在する小さな都市国家の一つ。ファルハール人は東西の血が入り混じっているため、個人の容貌に差があり、親や兄妹でも似ていないとされる。大陸公路で最も美男美女が多い土地とされている。ファルハール人は20歳を過ぎるまでに母国語であるファルハール語に加えて、最低でもパルス語と絹の国（セリカ）語を習得しているとされる。翡翠と紅玉を産出する。

## 用語

### 地名
ダルバンド（ダルヴァンド）内海
パルス、マルヤム、トゥラーンの間にある広大な湖。現実世界のカスピ海に相当する。潮の干満があり、塩分が含まれているので実際の海と変わらない。漁業、造塩業が盛んで、パルス=マルヤム間では貿易も盛んであったが、マルヤムがルシタニアに滅ぼされてからは中断されている。東西180ファルサング、南北140ファルサングの広さ。
デマヴァンド山
パルスにある山で、蛇王ザッハークが封印されていると言われる。パルスでは「魔の山」として恐れられているが、山麓には集落も存在する。英雄王カイ・ホスローが軍装をしたまま、宝剣ルクナバードとともに葬られていた。

### 称号・身分
万騎長（マルズバーン）
武将に与えられるパルスの官職。第一部では実際に1万人の騎兵を率いる。第一次アトロパテネ会戦当時、ダリューン、クバード、シャプール、カーラーン、マヌーチュルフ、ハイル、クルプ、クシャエータ（以上8名はアトロパテネに参戦、ただしダリューンは開戦直前に解任）、キシュワード、バフマン（東方国境のペシャワール城砦に駐留）、ガルシャースフ、サーム（王都エクバターナの留守居役）の12人が任命されていた。万騎長の下には、千騎長、百騎長がいる。第2部では兵制改革によって名誉ある将軍の職になり、実際に1万の騎兵を率いるわけではない。
大将軍（エーラーン）
パルス軍の武将では最高位にあたる官職。パルス全軍で1人しかいない。第一次アトロパテネ会戦当時はヴァフリーズ。先王のオスロエス五世時代には、王弟であるアンドラゴラス三世であった。アルスラーン即位後は万騎長であったキシュワードが就任する。
獅子狩人（シールギール）
単身で獅子（シール）＝ライオンを仕留めた戦士に対して贈られる称号。アルスラーンも第2部の狩猟祭（ハルナーク）においてこの称号を得た。現実世界ではほぼ絶滅してしまっているが、かつては物語の舞台のモデルとなっているインドや西アジアにもライオンが生息していた。
客将軍（アミーン）
ミスルに仕えるクシャーフルに与えられたミスルの称号。かつてマルヤムからの亡命者に与えられた称号をもとにしたもの。
孔雀姫（ターヴース）
ミスルにおいて後宮に納められる女に与えられる称号。
王族（ワースプフラーン）、貴族（ワズルガーン）、騎士（アーザーターン）、自由民（アーザート）、奴隷（ゴラーム）
パルスにおける身分制度。アルスラーン即位後のパルスにおいては奴隷階級は廃止された。
不死隊（アタナトイ）
パルスの国王親衛隊で五千人の屈強な騎兵から構成される。大将軍の直属もしくは国王の直率と思われる。アルスラーンの新軍制下では廃止された。

### 単位
ガズ
パルスにおける長さの単位。1ガズは約1メートル。
ファルサング
パルスにおける距離の単位。1ファルサングは約5キロメートル。
金貨（デーナール）、銀貨（ドラフム）、銅貨（ミスカール）
それぞれの貨幣のパルス語での呼称。通貨単位は登場しないが、作中の記述では貨幣の枚数と価値がほぼ比例しているので、少なくともパルスなど主要国では公定の貨幣制度が存在している様子。パルス金貨1枚は銀貨20枚に相当する（第6巻の記述より）。アルフリードによれば、自由民が手にするのは普通は銀貨どまりで、金貨は「まともな人間の手にははいらないようになっている」とのこと。

### その他
芸香（ヘンルーダ）
オレンジに似たさわやかな香りのする香料。ザッハークの眷属を寄せつけず、これを塗った武器で傷をつけると致命傷になることもある。焚き火や松明に投じることで香りが一層広がる。
紅玉（ラアル）
紅い宝石。ルビーのこと（一部「ルビー」とルビがふられている箇所あり）。
緑玉（エメラルド）
魔を祓う力を持つといわれる宝石。特にザッハークの眷属を寄せ付けず、眷族に対しては恐怖をもたらす。
有翼猿鬼（アフラ・ヴィラーダ）
ザッハークの眷属。空を飛ぶ有翼の魔物。人肉、特に柔らかい子供を好んで喰らうという。血には毒がある。人間が変身させられることもある。
鳥面人妖（ガブル・ネリーシャ）
ザッハークの眷属。空を飛ぶ有翼の魔物。人語を話し、変装して人間の中に紛れ込むこともある。人間の柔らかい肉を好み、赤ん坊、特に胎児を好んで喰らう。嘴を切り落とされても再生する。
四眼犬（シェムル）
ザッハークの眷属。黄色の眼一対、赤い眼一対の合計四つの眼を持つ魔犬。
食屍鬼（グール）
ザッハークの眷属。人間の戯画のような姿で、好んで死者の肉を喰らう。もっぱら辺境の地に跋扈するという。

## 評価
ジュブナイルSF研究家の三村美衣は「魔法と怪異を盛り込んだ異世界ファンタジー的な手法」と「歴史小説の手法」が絶妙に合わさっていると称賛しており、『アルスラーン戦記』＝『ブリテン列王記』+『三銃士』+『鉄仮面』+『南総里見八犬伝』+『水滸伝』のような感じだと表現している。

## 既刊一覧

### オリジナル版
- 田中芳樹 『アルスラーン戦記』 角川書店→光文社〈角川文庫→カッパ・ノベルス〉、全16巻
  1. 「王都炎上」1986年8月25日初版発行（8月13日発売[11]）、ISBN 4-04-166501-9
  2. 「王子二人」1987年3月25日初版発行（3月12日発売[12]）、ISBN 4-04-166502-7
  3. 「落日悲歌」1987年9月25日初版発行（9月11日発売[13]）、ISBN 4-04-166503-5
  4. 「汗血公路」1988年8月11日発売[14]、ISBN 4-04-166504-3
  5. 「征馬孤影」1989年3月5日初版発行（2月22日発売[15]）、ISBN 4-04-166505-1
  6. 「風塵乱舞」1989年9月25日初版発行（9月1日発売[16]）、ISBN 4-04-166506-X
  7. 「王都奪還」1990年3月25日初版発行(3月9日発売[17]）、ISBN 4-04-166507-8
  8. 「仮面兵団」1991年12月10日初版発行（12月3日発売[18]）、ISBN 4-04-166508-6
  9. 「旌旗流転」1992年7月18日発売[19]、ISBN 4-04-166509-4
  10. 「妖雲群行」1999年11月30日発売[20]、ISBN 4-04-166510-8
  11. 「魔軍襲来」2005年9月25日初版第1刷発行（9月20日発売[21]）、ISBN 4-334-07619-X
  12. 「暗黒神殿」2006年12月10日初版第1刷発行（12月6日発売[22]）、ISBN 4-334-07644-0
  13. 「蛇王再臨」2008年10月10日初版第1刷発行（10月6日発売[23]）、ISBN 978-4-334-07677-1
  14. 「天鳴地動」2014年5月20日初版第1刷発行（5月15日発売[24]）、ISBN 978-4-334-07722-8
  15. 「戦旗不倒」2016年5月20日初版第1刷発行（5月17日発売[25]）、ISBN 978-4-334-07730-3
  16. 「天涯無限」2017年12月20日初版第1刷発行（12月13日発売[26]）、ISBN 978-4-334-07735-8

### 新装版
- 田中芳樹 『アルスラーン戦記』 光文社〈カッパ・ノベルス〉、全10巻[注釈 1]
1-2.「王都炎上＊王子二人」2003年2月25日初版第1刷発行（2月20日発売[27]）、ISBN 4-334-07506-1
3-4.「落日悲歌＊汗血公路」2003年5月25日初版第1刷発行（5月20日発売[28]）、ISBN 4-334-07516-9
5-6.「征馬孤影＊風塵乱舞」2003年8月25日初版第1刷発行（8月20日発売[29]）、ISBN 4-334-07531-2
7-8.「王都奪還＊仮面兵団」2003年11月25日初版第1刷発行（11月18日発売[30]）、ISBN 4-334-07543-6
9-10.「旌旗流転＊妖雲群行」2004年2月25日初版第1刷発行（2月19日発売[31]）、ISBN 4-334-07553-3

### 文庫版
- 田中芳樹 『アルスラーン戦記』 光文社〈光文社文庫〉、全16巻
  1. 「王都炎上」2012年4月20日初版第1刷発行（4月12日発売[32]）、ISBN 978-4-334-76403-6
  2. 「王子二人」2012年8月20日初版第1刷発行（8月8日発売[33]）、ISBN 978-4-334-76450-0
  3. 「落日悲歌」2012年12月20日初版第1刷発行（12月6日発売[34]）、ISBN 978-4-334-76509-5
  4. 「汗血公路」2013年6月20日初版第1刷発行（6月12日発売[35]）、ISBN 978-4-334-76581-1
  5. 「征馬孤影」2013年12月20日初版第1刷発行（12月5日発売[36]）、ISBN 978-4-334-76669-6
  6. 「風塵乱舞」2014年6月20日初版第1刷発行（6月12日発売[37]）、ISBN 978-4-334-76760-0
  7. 「王都奪還」2014年12月20日初版第1刷発行（12月5日発売[38]）、ISBN 978-4-334-76847-8
  8. 「仮面兵団」2015年6月20日初版第1刷発行（6月11日発売[39]）、ISBN 978-4-334-76925-3
  9. 「旌旗流転」2015年12月20日初版第1刷発行（12月8日発売[40]）、ISBN 978-4-334-77216-1
  10. 「妖雲群行」2016年5月20日初版第1刷発行（5月12日発売[41]）、ISBN 978-4-334-77293-2
  11. 「魔軍襲来」2016年8月20日初版第1刷発行（8月9日発売[42]）、ISBN 978-4-334-77332-8
  12. 「暗黒神殿」2017年5月20日初版第1刷発行（5月11日発売[43]）、ISBN 978-4-334-77470-7
  13. 「蛇王再臨」2017年11月20日初版第1刷発行（11月9日発売[44]）、ISBN 978-4-334-77559-9
  14. 「天鳴地動」2018年7月20日初版第1刷発行（7月11日発売[45]）、ISBN 978-4-334-77684-8
  15. 「戦旗不倒」2019年11月20日初版第1刷発行（11月12日発売[46]）、ISBN 978-4-334-77935-1
  16. 「天涯無限」2020年8月20日初版第1刷発行（8月6日発売[47]）、ISBN 978-4-334-79056-1

### 関連書籍
- 『天馬之夢-アルスラーン戦記』1991年7月23日発売[48]、ISBN 4-04-852176-4
- 『アルスラーン戦記読本』2000年5月10日初版発行（4月28日発売[49]）、ISBN 4-04-166519-1

## カセットブック
1988年から1994年にわたり、第一部全巻と第ニ部1 - 2巻のカセットブックが角川書店より発行。
- 田中芳樹 『アルスラーン戦記』角川書店 〈カドカワカセットブック〉
  1. 「王都炎上」 1988年11月1日発売、ISBN 4-04-905024-2
  2. 「王子二人」 1989年5月1日発行[50]、ISBN 4-04-905027-7
  3. 「落日悲歌」 1990年1月1日発売、ISBN 4-04-905037-4
  4. 「汗血公路」 1990年8月1日発売、ISBN 4-04-905058-7
  5. 「征馬孤影」 1991年2月1日発売、ISBN 4-04-905061-7
  6. 「風塵乱舞」 1991年3月1日発売、ISBN 4-04-905068-4
  7. 「王都奪還」 1991年7月1日発売、ISBN 4-04-905069-2
- 『アルスラーン戦記 Special CD Package』 角川書店〈カドカワサウンドコレクション〉、1993年5月1日発売、ISBN 4-04-907017-0
- 田中芳樹 『アルスラーン戦記 第2部』 角川書店〈カドカワサウンドコレクション〉
  1. 「仮面兵団」 1992年7月1日発売、ISBN 4-04-905070-6
  2. 「旌旗流転」 1994年1月14日発行、ISBN 4-04-905071-4

### スタッフ（カセットブック）
共通
- 原作：田中芳樹（角川文庫）
- 脚色：杉原恵[注釈 2]
- 演出：藤山房伸
- 音響制作：ザック・プロモーション

第1部
- プロデュース：田宮武
- 音楽：上田聖子
- 効果：野口透（アニメサウンド）
- 調整：遠西勝三（ニュージャパンスタジオ）

第2部
- プロデュース：服部千代
- 音楽：宮口博行
- 効果：井上裕（アニメサウンド）
- 調整：平野延平（セントラル録音）

### 声の出演（カセットブック）
第1部
- アルスラーン - 関俊彦[50]
- ダリューン - 鈴置洋孝（1-5）[50] → 田中秀幸（6-7）[50]
- ナルサス - 大塚芳忠[50]
- エラム - 佐々木望[50]
- ギーヴ - 矢尾一樹[50]
- ファランギース - 勝生真沙子[50]
- アルフリード - 佐々木優子[50]
- エトワール - 折笠愛
- ヒルメス - 池田秀一[50]
- アンドラゴラス - 中庸介
- ギスカール - 中尾隆聖[50]
- ボダン大司教 - 北村弘一
- タハミーネ - 弥永和子
- メルレイン - 中原茂
- ジャスワント - 松本保典
- クバード - 島田敏
- キシュワード - 納谷六朗
- ナレーター - 大木民夫

第2部
- アルスラーン - 山口勝平
- ダリューン - 井上和彦
- ナルサス - 塩沢兼人
- ギーヴ - 矢尾一樹
- ファランギース -勝生真沙子
- エラム - 佐々木望
- アルフリード - 渡辺久美子
- ヒルメス - 池田秀一
- ラジェンドラ - 梅津秀行
- ザンデ - 梁田清之
- ブルハーン - 置鮎龍太郎
- パリザード - 田中敦子

## 漫画

### 中村地里版
中村地里が漫画を担当して『ASUKAファンタジーDX』（角川書店）にて連載された。小説の第一部が漫画化され、単行本が全13巻で刊行された。各巻の副題からわかるように、当初は1巻ずつ、第4巻からは2巻ずつ、第8巻からは3巻ずつのペースで小説の各巻を漫画化している。
- 田中芳樹（原作）・中村地里（漫画） 『アルスラーン戦記』 角川書店〈あすかコミックスDX〉、全13巻

1. 「王都炎上」1991年11月11日発売、ISBN 4-04-852323-6
2. 「王子二人」1992年5月28日発売、ISBN 4-04-852324-4
3. 「落日悲歌」1993年1月29日発売、ISBN 4-04-852325-2
4. 「汗血公路・上」1993年4月28日発売、ISBN 4-04-852326-0
5. 「汗血公路・下」1993年8月30日発売、ISBN 4-04-852435-6
6. 「征馬孤影・上」1994年3月29日発売、ISBN 4-04-852436-4
7. 「征馬孤影・下」1994年7月28日発売、ISBN 4-04-852504-2
8. 「風塵乱舞・上」1994年11月29日発売、ISBN 4-04-852533-6
9. 「風塵乱舞・中」1995年4月3日発売、ISBN 4-04-852534-4
10. 「風塵乱舞・下」1995年7月28日発売、ISBN 4-04-852535-2
11. 「王都奪還・上」1995年10月30日発売、ISBN 4-04-852625-1
12. 「王都奪還・中」1996年2月28日発売、ISBN 4-04-852652-9
13. 「王都奪還・下」1996年8月30日発売、ISBN 4-04-852653-7

### 荒川弘版
荒川弘が漫画を担当して『別冊少年マガジン』（講談社）2013年8月号より連載中。2025年7月時点で累計部数は1000万部を突破している。「第10回全国書店員が選んだおすすめコミック」にて本作のコミカライズが第8位を獲得した。
田中は以前から荒川作品の読者であったが、荒川は仕事の依頼がくるまで田中作品に目を通したことがなかった。しかし何故か「荒川はアルスラーンの大ファンである」という噂があり、講談社の編集者がその噂を鵜呑みにしたまま漫画化企画を荒川に持ちかけたという、奇妙な縁で連載が始まった。
原作の世界観や人物像などはそのままに、重要人物の登場を早めるなどの改変が施され、残酷な描写を含みながらも掲載誌に合わせて少年漫画らしい作風になっており、アルスラーンの年齢相応の少年らしさが強調されている。第一話に関しては完全オリジナルの前日譚となっている。田中は特に指示を出さずに「続きを楽しみにしているんです。だから、事前にチェックするなんてもったいない。あんまり面白いから、この漫画をノベライズしたいくらいですね（笑）」と、すべて荒川に委ねている。
前述のとおり、テレビアニメ版は荒川版をベースに作られている。
- 田中芳樹（原作）・荒川弘（漫画） 『アルスラーン戦記』 講談社〈少年マガジンコミックス〉、既刊22巻（2025年3月7日現在）
  1. 2014年4月9日第1刷発行（同日発売[69]）、ISBN 978-4-06-395050-2
  2. 2014年5月9日第1刷発行（同日発売[70]）、ISBN 978-4-06-395063-2
  3. 2015年2月9日第1刷発行（同日発売[71]）、ISBN 978-4-06-395307-7
  4. 2015年10月9日第1刷発行（同日発売[72]）、ISBN 978-4-06-395508-8
  5. 2016年5月9日第1刷発行（同日発売[73]）、ISBN 978-4-06-395660-3
    - 「DVD付き限定版」2016年5月3日発売[74]、ISBN 978-4-06-358794-4

  6. 2016年11月9日第1刷発行（同日発売[75]）、ISBN 978-4-06-395793-8
    - 「DVD付き限定版」同日発売[76]、ISBN 978-4-06-358830-9

  7. 2017年5月9日第1刷発行（同日発売[77]）、ISBN 978-4-06-395937-6
  8. 2017年11月9日第1刷発行（同日発売[78]）、ISBN 978-4-06-510379-1
  9. 2018年5月9日第1刷発行（同日発売[79]）、ISBN 978-4-06-511399-8
    - 「ミニカラー画集付き特装版」同日発売[80]、ISBN 978-4-06-512057-6

  10. 2018年11月9日第1刷発行（同日発売[81]）、ISBN 978-4-06-513236-4
    - 「2019年カレンダー付き特装版」同日発売[82]、ISBN 978-4-06-514131-1

  11. 2019年5月9日第1刷発行（同日発売[83]）、ISBN 978-4-06-515077-1
    - 「ふせんブック付き特装版」同日発売[84]、ISBN 978-4-06-516225-5

  12. 2019年11月8日第1刷発行（同日発売[85]）、ISBN 978-4-06-517309-1
    - 「特製ポストカード付き特装版」同日発売[86]、ISBN 978-4-06-517310-7

  13. 2020年5月8日第1刷発行（同日発売[87]）、ISBN 978-4-06-518847-7
    - 「オリジナルペーパーコースター付き特装版」同日発売[88]、ISBN 978-4-06-519633-5

  14. 2020年12月9日第1刷発行（同日発売[89]）、ISBN 978-4-06-521680-4
    - 「タオルハンカチ付き特装版」同日発売[90]、ISBN 978-4-06-522418-2

  15. 2021年6月9日第1刷発行（同日発売[91]）、ISBN 978-4-06-523427-3
    - 「アクリルボード付き特装版」同日発売[92]、ISBN 978-4-06-523568-3

  16. 2021年12月9日第1刷発行（同日発売[93]）、ISBN 978-4-06-526279-5
    - 「ぽち袋＆シールセット付き特装版」同日発売[94]、ISBN 978-4-06-526304-4

  17. 2022年6月9日第1刷発行（同日発売[95]）、ISBN 978-4-06-528168-0
  18. 2022年12月9日第1刷発行（同日発売[96]）、ISBN 978-4-06-529947-0
    - 「クリアカード付き特装版」同日発売[97]、ISBN 978-4-06-529984-5

  19. 2023年6月8日第1刷発行（同日発売[98]）、ISBN 978-4-06-531875-1
    - 「アクリルスタンド付き特装版」同日発売[99]、ISBN 978-4-06-531876-8

  20. 2024年1月9日第1刷発行（同日発売[100]）、ISBN 978-4-06-533889-6
    - 「卓上カレンダー付き特装版」同日発売[101]、ISBN 978-4-06-533888-9

  21. 2024年8月7日第1刷発行（同日発売[102]）、ISBN 978-4-06-536516-8
    - 「卓上カレンダー付き特装版」同日発売[103]、ISBN 978-4-06-536524-3

  22. 2025年3月7日第1刷発行（同日発売[104]）、ISBN 978-4-06-538721-4
    - 「2025年4月始まりカレンダー付き特装版」同日発売[105]、ISBN 978-4-06-538723-8

## 劇場アニメ・OVA
松竹配給で、2度劇場版が作られている。パンフレットによれば、1年1作ずつの構想であったが、角川書店の分裂騒動などもあり、頓挫した。
- 『アルスラーン戦記』（1991年）
- 『アルスラーン戦記II』（1992年）

以下OVAにて4作が続いた。
- 『アルスラーン戦記III（東の城、西の城）』（1993年）
- 『アルスラーン戦記IV（汗血公路）』（1993年）
- 『アルスラーン戦記V（征馬孤影・上）』（1995年）
- 『アルスラーン戦記VI（征馬孤影・下）』（1995年）

### スタッフ（劇場アニメ・OVA）
- 原作 - 田中芳樹[107][108][109][110]
- 監督 - 浜津守（1991年[107]、1992年[108]、1995年）、アミノテツロー（1993年）[109]
- 脚本 - 宮下知也（1991年）[107]、高田かおり（1991年）[107]、杉原めぐみ（1992年[108]、1993年[109]、1995年[110]）
- キャラクターデザイン - 神村幸子[109]
- 作画監督 - 黄瀬和哉（1991年）[107]、中田雅夫（1992年）[108]、越智信次（1993年）、中村悟（1995年〈上〉）、筱雅律（1995年〈下〉）
- 絵コンテ - 浜津守（1992年、1995年）
- 演出 - 山口美浩（1992年）、小沢一浩（1993年）、玉田博（1995年）
- 美術監督 - 池田祐二（1991年）[107]、木下和宏（1992年）[108]、金村勝義（1993年）、西倉力（1993年）、串田達也（1995年〈上〉）、根崎知恵子（1995年〈下〉）
- 撮影監督 - 高橋明彦（1991年）[107]、月岡敦夫（1992年）、鈴木秀男（1993年）、大瀧勝之（1995年）
- 編集 - 布施由美子（1991年[107]、1992年[108]、1995年）
- 音楽 - 都留教博[107][108][109]
- 音響監督 - 藤山房伸（1991年、1993年）、浦上靖夫（1992年）
- 音響演出 - 浜津守（1995年）
- プロデューサー
  - （1991年） - 風間康久[107]、加藤長輝[107]
  - （1992年） - 山崎敬之、肥田光久
  - （1993年） - 池田憲章、丸田彰、池口和彦
  - （1995年） - 池田憲章、肥田光久、丸田彰、加藤長輝
- 制作プロデューサー - 石川光久（1991年）、鈴木重裕（1993年）、安西武（1993年）、川崎とも子（1995年）
- 制作協力 - アイジータツノコ（1991年）、スタジオぴえろ（1993年）、童夢（1993年）、J.C.STAFF（1995年）
- 制作 - アニメイトフィルム（1991年[107]、1993年、1995年）、アウベック（1992年）
- 製作
  - ムービック、ソニー・ミュージックエンタテインメント、東急エージェンシー、IMAGICA、角川書店（1991年、1992年）
  - 角川書店、ムービック、ソニー・ミュージックエンタテインメント（1993年、1995年）

### 主題歌（劇場アニメ・OVA）
エンディングテーマ
「靴跡の花 〜アルスラーン戦記より〜」（1991年）
作詞 - 工藤順子 / 作曲・歌 - 遊佐未森 / 編曲 - 中原信雄
「ときめきをBelieve（アルスラーン戦記IIバージョン）」（1992年）
作詞 - 坂田和子 / 作曲・編曲 - 崎谷健次郎 / 歌 - 谷村有美
「両手いっぱい」（1993年、1995年）
作詞 - 岡部真理子、鈴木祥子 / 作曲・歌 - 鈴木祥子 / 編曲 - 鈴木祥子、菅原弘明

挿入歌「告死天使II」（1992年）
作詞 - 松本一起 / 作曲 - 都留教博 / 歌 - 細坪基佳

### 声の出演（劇場アニメ・OVA）
- アルスラーン - 山口勝平[107]
- ダリューン - 井上和彦[107]
- ナルサス - 塩沢兼人[107]
- エラム - 佐々木望[107]
- ギーヴ - 矢尾一樹[107]
- ファランギース -勝生真沙子[107]
- アルフリード - 渡辺久美子
- ジャスワント - 結城比呂
- ザラーヴァント - 星野充昭
- キシュワード - 中村大樹
- クバード - 中田和宏
- メルレイン - 子安武人
- トゥース - 小杉十郎太
- ジムサ - 中原茂
- エトワール - 三石琴乃
- ヒルメス - 池田秀一[107]
- ザンテ - 梁田清之
- イリーナ - 岡村明美
- サーム - 岸野一彦
- ラジェンドラ - 梅津秀行
- ガーデーヴィ - 堀之紀
- ギスカール - 小杉十郎太
- 大司教（ボダン） - 北村弘一[107]
- アンドラゴラス - 大塚明夫[107]
- タハミーネ - 弥永和子[107]
- ヴァフリーズ - 池田勝[107]
- カーラーン - 納谷六朗[107]
- シャプール - 大滝進矢[107]
- バフマン - 中庸助
- ナレーション - 大木民夫[107]

## コンピュータゲーム
- 『アルスラーン戦記』 - セガ・エンタープライゼスより1993年11月19日発売のメガCD用シミュレーションRPG。劇場版が原作になっている。当初ヒューマンから発売予定だったが発売延期を繰り返し、セガ発売に変更になった。
- 『アルスラーン戦記×無双』 - コーエーテクモゲームスより2015年10月1日に発売のPlayStation 3およびPlayStation 4用アクションゲーム[111]。荒川版が原作になっている。
- 『アルスラーン戦記 戦士の資格』 - さくらソフトより配信されているスマートフォン用ゲームアプリ。2017年4月27日サービス開始。荒川版が原作になっている。2018年8月16日をもってサービス終了[112][113]。

## テレビアニメ
2014年11月に荒川弘版の漫画を原作としたテレビアニメ化が発表され、2015年4月よりMBS・TBS系列日曜17:00枠にて放送された。全25話。基本的に2Dでの作画だが、戦争シーンの兵士モブや武器は3DCGによるトゥーンレンダリング描写を用いている。
当初より漫画を追い越す予定で制作され、11話以降はアニメスタッフが荒川版をイメージして脚本・構成している。漫画に未登場の主要キャラクターは荒川が連載に先駆けてベースとなるデザインを提供した。第1期は原作小説の文庫第1巻から第4巻までの内容である。
2016年7月より、第2期『アルスラーン戦記 風塵乱舞』（アルスラーンせんき ふうじんらんぶ）が、原作小説の文庫第5巻・第6巻の内容を基に、第1期と同じ枠にて放送された。全8話。荒川は当時まだ原作小説第2巻相当を連載中のためキャラクターデザイン原案と監修を担当し、夏服の衣装は小木曽伸吾がデザインした。
また、スピンオフ短編『企業戦士アルスラーン』（きぎょうせんしアルスラーン）がYouTubeにて配信された。
3期については未定だが、「皆さんが盛り上がってくだされば、すぐ3期が決まるかと思います！」（上江洲誠）、「荒川先生の原作ありきの作品なんで、最後のところは荒川先生の終わり方と同じように我々もしたいですし、そういう意味でいつお目にかけられるのかまだ全然わからないのですが、それでもやっぱり王都奪還はしたいですね。」（阿部記之）、「物語を最後まで描き切ってほしいなという気持ちは、僕も浪川さんと同じです。（中略）原作が完結したあかつきには、そこまでアニメ化されたらうれしいです。」（小林裕介）などの発言がある。

### スタッフ（テレビアニメ）
（出典：）
- 漫画 - 荒川弘（講談社「別冊少年マガジン」連載）
- 原作 - 田中芳樹（光文社カッパ・ノベルス刊）
- 監督 - 阿部記之
- シリーズ構成 - 上江洲誠
- チーフキャラクターデザイン - 小木曽伸吾
- キャラクターデザイン - 田澤潮、渡邊和夫
- コンセプトデザイン - 新妻大輔
- アクション監督 - 木村智
- 美術監督 - 工藤ただし
- 色彩設計 - 篠原愛子
- CGディレクター - 鈴木大介（第1期）、山下協（第2期）、横山貴央（OAD1）
- モデリングディレクター - 足立博志（第1期、OAD1）、島野達也（第2期）
- 撮影監督 - 増元由紀大
- 編集 - 長谷川舞
- 音響監督 - 明田川仁
- 音響効果 - 小山恭正
- 音楽 - 岩代太郎
- 音楽制作 - NBCUniversal Entertainment
- チーフプロデューサー - 立石謙介、丸山博雄、遠藤哲哉
- プロデューサー - 黒須礼央、川添千世、前田俊博、原裕和、里見哲朗、柳村努（第1期）→若林由美（第2期）、田中葉子
- アニメーションプロデューサー - 土田大亮
- アニメーション制作 - ライデンフィルム、サンジゲン（第1期、OAD1のみ）
- 製作
  - TV - 「アルスラーン戦記」製作委員会、MBS
  - OAD - 「アルスラーン戦記」OAD製作委員会

### 主題歌（テレビアニメ）
第1期
オープニングテーマ
「僕の言葉ではない これは僕達の言葉」（第2話 - 第13話）
作詞・作曲 - TAKUYA∞ / 編曲 - UVERworld、平出悟 / 歌 - UVERworld
「渦と渦」（第14話 - 第24話）
作詞・作曲 - 光村龍哉 / 編曲 - NICO Touches the Walls & Takashi Asano / 歌 - NICO Touches the Walls
第25話ではエンディングとして使用。

エンディングテーマ
「ラピスラズリ」（第1話 - 第13話）
作詞 - Eir、加藤裕介 / 作曲・編曲 - 加藤裕介 / 歌 - 藍井エイル
「One Light」（第13.5話 - 第24話）
作詞・作曲・編曲 - 梶浦由記 / 歌 - Kalafina

挿入歌「天空に舞う鳥よ」（第25話）
作曲 - 岩代太郎 / 歌 - やなぎなぎ

第2期
オープニングテーマ「翼」
作詞 - Uki / 作曲 - 山田竜平 / 編曲 - 加藤裕介 / 歌 - 藍井エイル
エンディングテーマ「blaze」
作詞・作曲・編曲 - 梶浦由記 / 歌 - Kalafina

### 声の出演（テレビアニメ）
（出典：）
- アルスラーン - 小林裕介
- ダリューン - 細谷佳正
- ナルサス - 浪川大輔
- エラム - 花江夏樹
- ギーヴ - KENN
- ファランギース - 坂本真綾
- アルフリード - 沼倉愛美
- ヒルメス（銀仮面卿） - 梶裕貴
- アンドラゴラス三世 - 菅生隆之
- タハミーネ - 田中敦子
- ヴァフリーズ - 津田英三
- カーラーン - 大川透
- キシュワード - 安元洋貴
- クバード - 三宅健太
- シャプール - 小西克幸
- イノケンティス七世 - 桜井敏治
- ギスカール - 子安武人
- ボダン - 斎藤志郎
- サーム - 家中宏
- ザンデ - 森田成一
- エトワール - 内山夕実
- ラジェンドラ - 鳥海浩輔
- ジャスワント - 羽多野渉
- ナレーション - 鈴木英一郎

### 評価
「読者が選ぶ2016年アニメキャラ大賞」では「けなげだったで賞」でアルスラーンが1位、「強かったで賞」でダリューンが3位、「美しかったで賞」「セクシーだったで賞」でファランギースが共に1位、「賢かったで賞」でナルサスが2位をそれぞれ獲得している。VFX-JAPANアワード 2016では、テレビ番組部門優秀賞を受賞した。

### 各話リスト
| 話数       | サブタイトル       | 脚本       | 絵コンテ                     | 演出                | 作画監督                                                                                 | 総作画監督          | 放送日        |
| ---------- | ------------------ | ---------- | ---------------------------- | ------------------- | ---------------------------------------------------------------------------------------- | ------------------- | ------------- |
| 第一章     | エクバターナの栄華 | 上江洲誠   | 阿部記之                     | 阿部記之            | 田澤潮、吉田伊久雄 服部聰志                                                              | 小木曽伸吾          | 2015年 4月5日 |
| 第二章     | 十四歳、初陣       | 上江洲誠   | おざわかずひろ               | 西片康人            | 渡邊和夫、栗原基彦 陣内美帆、飯飼一幸                                                    | 小木曽伸吾          | 4月12日       |
| 第三章     | 黒衣の騎士         | 上江洲誠   | 中山奈緒美                   | 有冨興二            | 成松義人、田之上慎 服部憲知                                                              | 田澤潮              | 4月19日       |
| 第四章     | 厭世の軍師         | 待田堂子   | 牧野吉高                     | 牧野吉高            | 服部聰志、朝井聖子 栗田聡美、後藤孝宏 ハンミンギ、金久保典江                             | 渡邊和夫            | 4月26日       |
| 第五章     | 王都炎上 〜前編〜  | 朱白あおい | セトウケンジ                 | ながはまのりひこ    | 山崎展義                                                                                 | 田澤潮              | 5月3日        |
| 第六章     | 王都炎上 〜後編〜  | 朱白あおい | 村川健一郎                   | 有冨興二            | 山村俊了、飯飼一幸 小田多恵子                                                            | 渡邊和夫            | 5月10日       |
| 第七章     | 美女たちと野獣たち | 上江洲誠   | 田中孝行                     | 関大                | 金二星、山崎輝彦 許亨準                                                                  | 田澤潮              | 5月17日       |
| 第八章     | 裏切りの英雄       | 上江洲誠   | 福田道生                     | のがみかずお        | 服部聰志、箕輪豊 栗原基彦、田澤潮 熊田明子、成松義人 田ノ上眞、後藤孝宏                  | 小木曽伸吾          | 5月24日       |
| 第九章     | 仮面の下           | 待田堂子   | 中島深 木村智                | 門田英明            | 服部一郎                                                                                 | 渡邊和夫            | 5月31日       |
| 第十章     | カシャーン城塞の主 | 待田堂子   | 西片康人                     | 西片康人            | 吉田伊久雄、栗田聡美 熊田明子、服部聰志                                                  | 田澤潮              | 6月7日        |
| 第十一章   | ペシャワールへの道 | 朱白あおい | 中山奈緒美 村川健一郎        | 榎本守              | 門智昭、田之上慎 成松義人、李周鉉 長山延好、Kim Jeong Eun                                | 渡邊和夫            | 6月14日       |
| 第十二章   | 騎士の忠義         | 朱白あおい | 浜崎博嗣                     | 又野弘道            | 山崎展義                                                                                 | 田澤潮              | 6月21日       |
| 第十三章   | 王子二人           | 上江洲誠   | 田中孝行                     | 田中孝行            | 山村俊了、石川準 飯飼一幸、吉田伊久雄 阿部慈光                                           | 渡邊和夫            | 6月28日       |
| 追憶の章   | 奪還の刃           |            |                              |                     |                                                                                          |                     | 7月5日        |
| 第十四章   | 異国の王子         | 中村浩二郎 | 福田道生                     | 有冨興二            | 栗原基彦、服部聰志 栗田聡美、熊田明子                                                    | 小木曽伸吾          | 7月12日       |
| 第十五章   | シンドゥラの黒豹   | 朱白あおい | 原博                         | 前園文夫            | 小林一三                                                                                 | 箕輪豊 小木曽伸吾   | 7月19日       |
| 第十六章   | 落日悲歌           | 朱白あおい | のがみかずお                 | のがみかずお        | 橋本浩一、飯飼一幸 海島千本、吉田伊久雄 熊田明子、服部聰志 栗原基彦、KIM SUNG-BUM 石川準 | 渡邊和夫            | 7月26日       |
| 第十七章   | 神前決闘           | 上江洲誠   | 中山奈緒美                   | 蔦田惣一            | ムラオミノル                                                                             | 田澤潮              | 8月2日        |
| 第十八章   | ふたたび河をこえて | 中村浩二郎 | 西片康人                     | 西片康人            | 佐々木萌、野本正幸                                                                       | 渡邊和夫 小木曽伸吾 | 8月9日        |
| 第十九章   | 冬の終り           | 待田堂子   | 増井壮一                     | 榎本守 浅利藤彰     | 門智昭、田之上慎 成松義人、Kim Jeong Eun 吉田伊久雄、服部聰志                            | 田澤潮 小木曽伸吾   | 8月16日       |
| 第二十章   | 騎士の素顔         | 朱白あおい | 田中孝行                     | 田中孝行            | 今中俊輔、阿部慈光 石川準                                                                | 渡邊和夫 小木曽伸吾 | 8月23日       |
| 第二十一章 | 別れの詩           | 中村浩二郎 | 村川健一郎                   | 又野弘道            | 山崎展義、菅野智之                                                                       | 田澤潮 小木曽伸吾   | 8月30日       |
| 第二十二章 | 出撃前夜           | 待田堂子   | 成田歳法                     | 浅見松雄            | 飯飼一幸、野崎麗子 能地清、佐々木一浩 菅野智之、和田伸一 桜井このみ                      | 渡邊和夫 小木曽伸吾 | 9月6日        |
| 第二十三章 | 聖マヌエル城の攻防 | 朱白あおい | 福田道生                     | 有冨興二            | 小笠原里恵、合田麻美 吉田伊久雄、石川準 渡邊和夫                                         | 田澤潮              | 9月13日       |
| 第二十四章 | 決戦               | 上江洲誠   | 中山奈緒美 村川健一郎 木村智 | 牧野吉高 中山奈緒美 | 今中俊輔、箕輪豊 栗田聡美、木村智 栗原基彦、海島千本 吉田伊久雄 水戸アニメーション       | 渡邊和夫            | 9月20日       |
| 第二十五章 | 汗血公路           | 上江洲誠   | 阿部記之                     | 西片康人            | 阿部慈光、熊田明子 服部聰志、渡邉和夫                                                    | 小木曽伸吾          | 9月27日       |

| 話数         | サブタイトル | 脚本       | 絵コンテ | 演出     | 作画監督                              | 総作画監督 | 収録巻          |
| ------------ | ------------ | ---------- | -------- | -------- | ------------------------------------- | ---------- | --------------- |
| 外伝・第一章 | 汗血恋路     | 朱白あおい | 井出安軌 | 有冨興二 | 阿部慈光                              | 渡邊和夫   | コミックス第5巻 |
| 外伝・第二章 | 友情の宴     | 上江洲誠   | 西片康人 | 山内愛弥 | 吉田伊久雄、栗原基彦 栗田聡美、石川準 | 渡邊和夫   | コミックス第6巻 |

| 話数   | サブタイトル     | 脚本       | 絵コンテ                   | 演出              | 作画監督                                                          | 総作画監督 | 放送日        |
| ------ | ---------------- | ---------- | -------------------------- | ----------------- | ----------------------------------------------------------------- | ---------- | ------------- |
| 第一章 | トゥラーン軍侵攻 | 上江洲誠   | 西片康人                   | 西片康人          | 阿部慈光、栗田聡美                                                | 田澤潮     | 2016年 7月3日 |
| 第二章 | 王者対覇者       | 上江洲誠   | 阿部記之                   | 有冨興二          | 吉田伊久雄、熊田明子 石川準、小林一三                             | 渡邉和夫   | 7月10日       |
| 第三章 | 征馬孤影         | 上江洲誠   | 山内愛弥                   | 山内愛弥          | 河野敏弥、箕輪豊 栗原基彦                                         | 田澤潮     | 7月17日       |
| 第四章 | 陸の都と水の都と | 中村浩一郎 | 井出安軌                   | 開田修            | 門智昭、田之上慎 柳孝相、能地清                                   | 渡邉和夫   | 7月24日       |
| 第五章 | 決別             | 中村浩一郎 | 吉岡忍                     | 吉岡忍            | 今中俊輔、小梶慎也 中野良一                                       | 田澤潮     | 7月31日       |
| 第六章 | 列王の災難       | 待田堂子   | 原博                       | 又野弘道          | 山崎展義                                                          | 渡邉和夫   | 8月7日        |
| 第七章 | 虹の都           | 上江洲誠   | 木村智                     | 有冨興二          | 阿部慈光、栗田聡美 吉田伊久雄、石川準 木村智                      | 田澤潮     | 8月14日       |
| 第八章 | 風塵乱舞         | 上江洲誠   | 西片康人 阿部記之 駒田由貴 | 山内愛弥 阿部記之 | 熊田明子、箕輪豊 栗原基彦、今中俊輔 小梶慎也、中野良一 小木曽伸吾 | 渡邉和夫   | 8月21日       |

### 放送局
| 放送期間                     | 放送時間           | 放送局                              | 対象地域 | 備考                                    |
| ---------------------------- | ------------------ | ----------------------------------- | -------- | --------------------------------------- |
| 2015年4月5日 - 9月27日       | 日曜 17:00 - 17:30 | 毎日放送（製作局）ほかTBS系列全28局 | 日本国内 | 字幕放送 / 連動データ放送               |
| 2015年8月6日 - 2016年1月28日 | 木曜 19:00 - 19:30 | アニマックス                        | 日本全域 | BS/CS放送 / 字幕放送 / リピート放送あり |

| 配信開始日    | 配信時間                          | 配信サイト         | 備考                                                                     |
| ------------- | --------------------------------- | ------------------ | ------------------------------------------------------------------------ |
| 2015年4月5日  | 日曜 17:30 更新                   | GYAO!              | 第1話・第2話のみ常時無料。最新話限定で無料配信                           |
| 2015年4月15日 | 水曜 0:00（火曜深夜） 更新        | バンダイチャンネル | 第1話・第2話無料、第3話以降1週間無料。全話見放題サービス会員は全話見放題 |
|               | 水曜 1:00 - 1:30（火曜深夜） 更新 | ニコニコ生放送     |                                                                          |
|               | 水曜 1:30（火曜深夜） 更新        | ニコニコチャンネル | 第1話・第2話無料、第3話以降1週間無料。                                   |

| 放送期間               | 放送時間           | 放送局                              | 対象地域 | 備考                      |
| ---------------------- | ------------------ | ----------------------------------- | -------- | ------------------------- |
| 2016年7月3日 - 8月21日 | 日曜 17:00 - 17:30 | 毎日放送（製作局）ほかTBS系列全28局 | 日本国内 | 字幕放送 / 連動データ放送 |

| 配信開始日    | 配信時間        | 配信サイト         | 備考                                                                                |
| ------------- | --------------- | ------------------ | ----------------------------------------------------------------------------------- |
| 2016年7月3日  | 日曜 17:30 更新 | GYAO!              | 第1話・第2話のみ常時、第3話以降最新話限定で無料配信                                 |
| 2016年7月17日 |                 | TVer               | 第1期および第2期第1話・第2話は未配信 / 最新話限定で無料配信                         |
| 2016年7月5日  | 火曜 12:00 更新 | dアニメストア      |                                                                                     |
|               |                 | dTV                |                                                                                     |
| 2016年7月13日 | 水曜 12:00 更新 | ニコニコチャンネル | 第1話・第2話のみ常時、第3話以降最新話限定で無料配信                                 |
|               |                 | バンダイチャンネル | 第1話・第2話のみ常時、第3話以降は1週間無料配信 / 全話見放題サービス会員は全話見放題 |
|               |                 | 楽天ショウタイム   |                                                                                     |
|               |                 | ビデオマーケット   |                                                                                     |
|               |                 | U-NEXT             |                                                                                     |
|               |                 | アニメ放題         |                                                                                     |

### BD / DVD
| 巻 | 発売日         | 収録話          | 規格品番  | 規格品番  |
| 巻 | 発売日         | 収録話          | BD限定版  | DVD限定版 |
| -- | -------------- | --------------- | --------- | --------- |
| 1  | 2015年7月23日  | 第1話 - 第4話   | GNXA-1761 | GNBA-2341 |
| 2  | 2015年8月26日  | 第5話 - 第7話   | GNXA-1762 | GNBA-2342 |
| 3  | 2015年9月26日  | 第8話 - 第10話  | GNXA-1763 | GNBA-2343 |
| 4  | 2015年10月23日 | 第11話 - 第13話 | GNXA-1764 | GNBA-2344 |
| 5  | 2015年11月26日 | 第14話 - 第16話 | GNXA-1765 | GNBA-2345 |
| 6  | 2015年12月18日 | 第17話 - 第19話 | GNXA-1766 | GNBA-2346 |
| 7  | 2016年1月27日  | 第20話 - 第22話 | GNXA-1767 | GNBA-2347 |
| 8  | 2016年2月24日  | 第23話 - 第25話 | GNXA-1768 | GNBA-2348 |

| 巻 | 発売日         | 収録話        | 規格品番  | 規格品番  |
| 巻 | 発売日         | 収録話        | BD限定版  | DVD限定版 |
| -- | -------------- | ------------- | --------- | --------- |
| 1  | 2016年9月7日   | 第1話 - 第2話 | GNXA-1841 | GNBA-2481 |
| 2  | 2016年10月5日  | 第3話 - 第4話 | GNXA-1842 | GNBA-2482 |
| 3  | 2016年11月18日 | 第5話 - 第6話 | GNXA-1843 | GNBA-2483 |
| 4  | 2016年12月7日  | 第7話 - 第8話 | GNXA-1844 | GNBA-2484 |

### 映像特典
映像特典『アル戦4コマ劇場』
『鋼の錬金術師 FULLMETAL ALCHEMIST ハガレン4コマ劇場』を意識した内容になっている。
スタッフ
- 監督 - 森井ケンシロウ
- 音響 - マジックカプセル
- 制作 - ダブトゥーンスタジオ
- 製作 - NBCUniversal Entertainment

挿入歌
「カイ・ホスロー武勲詩 〜ROCK VERSION〜」（第2巻）
作曲 - 森慎太郎 / 歌 - KENN
各話リスト
| 巻数  | 話数  | サブタイトル                      | 絵コンテ・演出              | 作画                                                                    |
| 第1期 | 第1期 | 第1期                             | 第1期                       | 第1期                                                                   |
| ----- | ----- | --------------------------------- | --------------------------- | ----------------------------------------------------------------------- |
| 1     | 1     | 上には上が                        | 衣谷ソーシ                  | 宮嶋星矢、暇木けい 木輪和泉、かけひなな 衣谷ソーシ、藤森蒼              |
| 1     | 2     | 14歳、初陣                        | 衣谷ソーシ                  | 宮嶋星矢、暇木けい 木輪和泉、かけひなな 衣谷ソーシ、藤森蒼              |
| 1     | 3     | 理由                              | 衣谷ソーシ                  | 宮嶋星矢、暇木けい 木輪和泉、かけひなな 衣谷ソーシ、藤森蒼              |
| 1     | 4     | 森のなかまたち                    | 衣谷ソーシ                  | 宮嶋星矢、暇木けい 木輪和泉、かけひなな 衣谷ソーシ、藤森蒼              |
| 2     | 5     | ワールドツアー320 in エクバターナ | 衣谷ソーシ 藤森蒼           | 藤森蒼、暇木けい かけひなな                                             |
| 2     | 6     | がんばったで賞                    | 衣谷ソーシ 藤森蒼           | 藤森蒼、暇木けい かけひなな                                             |
| 2     | 7     | よんだ？                          | 衣谷ソーシ 藤森蒼           | 藤森蒼、暇木けい かけひなな                                             |
| 3     | 8     | そっとしとく                      | 藤森蒼、暇木けい かけひなな | 藤森蒼、暇木けい かけひなな                                             |
| 3     | 9     | ずっ友                            | 藤森蒼、暇木けい かけひなな | 藤森蒼、暇木けい かけひなな                                             |
| 3     | 10    | ホディール父娘                    | 藤森蒼、暇木けい かけひなな | 藤森蒼、暇木けい かけひなな                                             |
| 4     | 11    | ホイホイ                          | 藤森蒼 衣谷ソーシ           | 藤森蒼、暇木けい かけひなな、宮嶋星矢 雛田ゆいち、木輪和泉              |
| 4     | 12    | 犬神家                            | 藤森蒼 衣谷ソーシ           | 藤森蒼、暇木けい かけひなな、宮嶋星矢 雛田ゆいち、木輪和泉              |
| 4     | 13    | 巣へ帰る                          | 藤森蒼 衣谷ソーシ           | 藤森蒼、暇木けい かけひなな、宮嶋星矢 雛田ゆいち、木輪和泉              |
| 5     | 14    | 泥酔                              | 藤森蒼 暇木けい かけひなな  | 藤森蒼、暇木けい かけひなな、宮嶋星矢 雛田ゆいち、木輪和泉              |
| 5     | 15    | シンドゥラの思い出                | 藤森蒼 暇木けい かけひなな  | 藤森蒼、暇木けい かけひなな、宮嶋星矢 雛田ゆいち、木輪和泉              |
| 5     | 16    | 大型車                            | 藤森蒼 暇木けい かけひなな  | 藤森蒼、暇木けい かけひなな、宮嶋星矢 雛田ゆいち、木輪和泉              |
| 6     | 17    | 神前決闘                          | 藤森蒼 かけひなな 木輪和泉  | 藤森蒼、暇木けい かけひなな、雛田ゆいち 木輪和泉                        |
| 6     | 18    | 死を告げる天使                    | 藤森蒼 かけひなな 木輪和泉  | 藤森蒼、暇木けい かけひなな、雛田ゆいち 木輪和泉                        |
| 6     | 19    | 解放王アルスラーン                | 藤森蒼 かけひなな 木輪和泉  | 藤森蒼、暇木けい かけひなな、雛田ゆいち 木輪和泉                        |
| 7     | 20    | 減価 500円                        | 藤森蒼 かけひなな 木輪和泉  | 藤森蒼、暇木けい かけひなな、雛田ゆいち 木輪和泉、衣谷ソーシ            |
| 7     | 21    | どこ行くの                        | 藤森蒼 かけひなな 木輪和泉  | 藤森蒼、暇木けい かけひなな、雛田ゆいち 木輪和泉、衣谷ソーシ            |
| 7     | 22    | やさすぃ〜〜ん                    | 藤森蒼 かけひなな 木輪和泉  | 藤森蒼、暇木けい かけひなな、雛田ゆいち 木輪和泉、衣谷ソーシ            |
| 8     | 23    | ちょうどいい位置                  | 藤森蒼 かけひなな           | 藤森蒼、暇木けい かけひなな、雛田ゆいち 木輪和泉                        |
| 8     | 24    | 大損害                            | 藤森蒼 かけひなな           | 藤森蒼、暇木けい かけひなな、雛田ゆいち 木輪和泉                        |
| 8     | 25    | 生きてた                          | 藤森蒼 かけひなな           | 藤森蒼、暇木けい かけひなな、雛田ゆいち 木輪和泉                        |
| 第2期 |       |                                   |                             |                                                                         |
| 1     | 26    | やさすぃ〜〜ン2                   | 藤森蒼                      | 藤森蒼、かけひなな                                                      |
| 1     | 27    | 戦闘力                            | 藤森蒼                      | 藤森蒼、かけひなな                                                      |
| 2     | 28    | その声は！！                      | 藤森蒼                      | 藤森蒼、かけひなな 宮嶋星矢、衣谷ソーシ 暇木けい、雛田ゆいち 市川タカヤ |
| 2     | 29    | 港町ギランへ                      | 藤森蒼                      | 藤森蒼、かけひなな 宮嶋星矢、衣谷ソーシ 暇木けい、雛田ゆいち 市川タカヤ |
| 3     | 30    | ダリューン砲                      | かけひなな 衣谷ソーシ       | かけひなな、宮嶋星矢 暇木けい、雛田ゆいち 市川タカヤ                    |
| 3     | 31    | イリーナ砲                        | かけひなな 衣谷ソーシ       | かけひなな、宮嶋星矢 暇木けい、雛田ゆいち 市川タカヤ                    |
| 4     | 32    | やさすぃ〜〜ン?                   | かけひなな 宮嶋星矢         | かけひなな、宮嶋星矢 藤森蒼、暇木けい 雛田ゆいち、市川タカヤ            |
| 4     | 33    | 結果にコミット                    | かけひなな 宮嶋星矢         | かけひなな、宮嶋星矢 藤森蒼、暇木けい 雛田ゆいち、市川タカヤ            |

### ショートアニメ
ショートアニメ『企業戦士アルスラーン』
YouTubeで公開の短編Webアニメ。第2期第2巻の映像特典として未公開話を含む全6話を収録。
スタッフ
- 監督 - 森井ケンシロウ
- 絵コンテ・演出 - 衣谷ソーシ
- 作画 - 藤森蒼、暇木けい、かけひなな、宮嶋星矢、雛田ゆいち、木輪和泉、まがりひろあき
- 音響 - マジックカプセル
- 音楽 - 岩代太郎
- 制作 - ダブトゥーンスタジオ
- 製作 - NBCUniversal Entertainment

テーマ曲
「企業戦士アルスラーンのテーマ」
作曲・編曲 - 森慎太郎
各話リスト
| 話数   | サブタイトル           | 配信日          |
| ------ | ---------------------- | --------------- |
| 第一話 | 企業戦士！アルスラーン | 2015年 12月28日 |
| 第二話 | 仕事！アルスラーン     | 2016年 3月27日  |
| 第三話 | 探偵！アルスラーン     | 5月21日         |
| 第四話 | 接待！アルスラーン     | 第2巻収録       |
| 第五話 | 承認！アルスラーン     | 第2巻収録       |
| 第六話 | 決戦！アルスラーン     | 第2巻収録       |

### ミニ朗読劇
第2期公式サイトで期間限定配信の朗読劇。全4話。2016年7月17日に全話配信終了。また2016年7月9日には「『アルスラーン戦記 風塵乱舞』朗読劇&先行上映会イベント」が開催されている。
スタッフ
- 脚本 - 中村浩二郎
- イラスト - 横山愛
- 音楽 - 岩代太郎

| 話数     | サブタイトル                     | 配信日         | 収録巻 |
| -------- | -------------------------------- | -------------- | ------ |
| 第一章   | 少年ひとり、騎士ひとり           | 2016年 5月19日 | 第1巻  |
| 第二章   | 領主と奴隷                       | 6月2日         | 第2巻  |
| 第三章   | 血縁の臣下                       | 6月16日        | 第3巻  |
| 第四章   | 旅人たちの四行詩（ルバイヤード） | 7月1日         | 第4巻  |
| イベント | 試される、王の器。〜昼の部〜     | 7月9日開催     | 第1巻  |
| イベント | 試される、王の器。〜夜の部〜     | 7月9日開催     | 第1巻  |

### Webラジオ
アルスラーン戦記〜ラジオ・ヤシャスィーン！
2015年3月2日から12月21日まで音泉にて配信されていたwebラジオ番組。毎週月曜日配信、4月6日より隔週月曜日配信、9月21日より月1回月曜日配信。パーソナリティは小林裕介（アルスラーン 役）、花江夏樹（エラム 役）。なお、第5回はAnimeJapan 2015にて公開録音された。
ゲスト
- #01・#02・#03・#04：浪川大輔（ナルサス 役）
- #06：細谷佳正（ダリューン 役）
- #08・#15：KENN（ギーヴ 役）
- #09：大川透（カーラーン 役）
- #11：沼倉愛美（アルフリード 役）
- #12：梶裕貴（ヒルメス 役）
- #13：鳥海浩輔（ラジェンドラ 役）
- #14：羽多野渉（ジャスワント 役）
- #17：内山夕実（エトワール 役）
- #18：阿部記之（監督）
- #19：安元洋貴（キシュワード 役）
- #20：坂本真綾（ファランギース 役）

アルスラーン戦記 風塵乱舞〜ラジオ・ヤシャスィーン！
2016年7月4日から2016年9月6日迄、音泉にて配信されていたwebラジオ番組。隔週月曜日配信。パーソナリティは小林裕介と花江夏樹。
| Vol.                                                                               | 発売日                                                 | 内容                                                   | 過去配信回                                             | 規格品番                                               |
| ラジオCD「アルスラーン戦記〜ラジオ・ヤシャスィーン！」                             | ラジオCD「アルスラーン戦記〜ラジオ・ヤシャスィーン！」 | ラジオCD「アルスラーン戦記〜ラジオ・ヤシャスィーン！」 | ラジオCD「アルスラーン戦記〜ラジオ・ヤシャスィーン！」 | ラジオCD「アルスラーン戦記〜ラジオ・ヤシャスィーン！」 |
| ---------------------------------------------------------------------------------- | ------------------------------------------------------ | ------------------------------------------------------ | ------------------------------------------------------ | ------------------------------------------------------ |
| 1                                                                                  | 2015年7月27日                                          | 新規録りおろし                                         | 第1回 - 第6回                                          | TBZR-0462/0463                                         |
| 2                                                                                  | 2015年9月30日                                          | 新規録りおろし                                         | 第7回 - 第12回                                         | TBZR-0514/0515                                         |
| 3                                                                                  | 2015年10月28日                                         | 新規録りおろし                                         | 第13回 - 第18回                                        | TBZR-0536/0537                                         |
| ラジオCD「アルスラーン戦記〜ラジオ・ヤシャスィーン！ 特別版」TSUTAYAレンタル限定盤 |                                                        |                                                        |                                                        |                                                        |
| 1                                                                                  | 2015年7月29日                                          | 新規録りおろし                                         |                                                        | TBZR-0466                                              |
| 2                                                                                  | 2015年8月26日                                          | 新規録りおろし                                         |                                                        | TBCR-0531                                              |
| 3                                                                                  | 2015年10月10日                                         | 新規録りおろし                                         |                                                        | TBCR-0538                                              |
| ラジオCD「アルスラーン戦記〜ラジオ・ヤシャスィーン！」                             |                                                        |                                                        |                                                        |                                                        |
| 1                                                                                  | 2016年11月15日                                         | 新規録りおろし                                         | 第1回 - 第6回                                          | TBZR-0750/0751                                         |

## オーディオブック・朗読版
『銀河英雄伝説』の朗読の制作を行っている株式会社アールアールジェイより、朗読サイト「kikubon（キクボン）」にて『アルスラーン戦記』の朗読が発表されている。読み手は下山吉光であり、田中芳樹公認の朗読作品として発表されている。
第15巻の「戦旗不倒」は最新刊刊行後2週間で作品が公開された。2016年6月時点で、外伝として発表されている「東方巡歴」まで全ての既刊本全てをオーディオブック化している。

## ボードゲーム
2015年10月17日、タカラトミーよりボードゲーム『アルスラーン戦記 ボードゲーム 盤上演義』が発売された。ゲームデザインはホビージャパンの景山太郎。テレビアニメ第1期の放送に合わせ発売されたもので、イラストはテレビアニメ版に準拠している。
原作小説の序盤の各戦いを再現したボードゲームで、「第一次アトロパテネ会戦」「対カーラーン戦」「ペシャワール城塞への逃避行」「聖マヌエル城攻防戦」の4ステージが用意されている。各プレイヤーは協力して各ステージごとに設定された勝利条件を目指す。
キャラクター（各種固有能力あり）・イベント（正負どちらかの事象に関わる効果)・パルス（味方軍への指示に関わる効果。イベントカードの効果発動前に割込可能）の各カードを操り進行して行き、敵部隊コマが五個存在するマスを4つ未満でそれぞれの勝利条件を満たすと勝ち。プロモーションの一環として出演声優4名（小林・浪川・安元・花江）がstage3をプレイしており、その動画（全4章・YouTube動画）を公式サイトで見ることが出来る。
2015年12月9日には、「ペシャワール城塞への逃避行」のみプレイ可能な【ポケット版】も発売された。

## ミュージカル
講談社版を原作とした舞台作品。2019年9月に大阪・COOL JAPAN PARK OSAKA、東京・シアター1010で上演された。

### キャスト（ミュージカル）
- アルスラーン - 木津つばさ
- ダリューン - 加藤将
- ナルサス - 斉藤秀翼
- エラム - 熊谷魁人
- ギーヴ - 山田ジェームス武
- ファランギース - 立道梨緒奈
- アルフリード - 岩戸千晴
- キシュワード - 村田洋二郎
- カーラーン - 内堀克利
- ザンデ - 滝川広大
- ヒルメス - 伊万里有

### スタッフ（ミュージカル）
- 演出・脚本 - 伊勢直弘
- 音楽 - 石塚玲依
- 美術 - 乘峯雅寛
- 舞台監督 - 清水スミカ
- 照明 - 田中徹
- 音響効果 - 天野高志（RESON）
- 衣裳 - 瓢子ちあき
- ヘアメイク - 新妻佑子
- 特殊造形 - 林屋陽二
- アクション指導 - 六本木康弘
- 振付 - 當間里美
- 歌唱指導 - うえのけいこ
- 宣伝美術 - 五島英一
- 演出補佐 - 菊地創
- 演出助手 - 三国由佳（SPM）
- 制作 - Office ENDLESS